# Redmine
Redmine – wolne i otwarte oprogramowanie, narzędzie do zarządzania projektami i śledzenia problemów. Umożliwia użytkownikom zarządzanie wieloma projektami i powiązanymi podprojektami. Zawiera wiki projektowe i fora, śledzenie czasu i elastyczną, opartą na rolach kontrolę dostępu. Zawiera kalendarz i diagramy Gantta, aby pomóc w wizualnej reprezentacji projektów i ich terminów. Redmine integruje się z różnymi systemami  kontroli wersji i zawiera przeglądarkę repozytoriów i przeglądarkę zmian dokonanych pomiędzy wersjami.
Na projekt Redmine znaczący wpływ ma aplikacja Trac, pakiet oprogramowania o podobnym zastosowaniu.
Oprogramowanie Redmine zostało stworzone przy użyciu frameworku Ruby on Rails.
Jest to wieloplatformowa i wielobazowa platforma i obsługuje 34 języki.

## Funkcje
Funkcje Redmine obejmują następujące:
- Umożliwia śledzenie wielu projektów,
- Obsługuje elastyczną kontrolę dostępu opartą na rolach,
- Obejmuje system śledzenia problemów,
- Zawiera diagram Gantta i kalendarz,
- Integruje zarządzanie nowościami, dokumentami i plikami,
- Zezwala na kanały internetowe i powiadomienia e-mail,
- Obsługuje wiki dla poszczególnych projektów i fora na projekty,
- Pozwala na proste śledzenie czasu,
- Obejmuje niestandardowe pola problemów, wpisów czasowych, projektów i użytkowników,
- Obsługuje szereg integracji SCM, w tym (SVN, CVS, Git, Mercurial, Bazaar and Darcs),
- Obsługuje wiele uwierzytelnień LDAP,
- Umożliwia samodzielną rejestrację użytkownika,
- Obsługuje 34 języki,
- Zezwala na wiele baz danych,
- Zezwala na wtyczki,
- Zapewnia interfejs API REST.

## Zastosowanie
Począwszy od 2008 roku, było ponad 80 głównych instalacji Redmine na całym świecie. Wśród użytkowników Redmine jest Ruby. Redmine jest najpopularniejszym narzędziem open source do planowania projektu.

## Odgałęzienie (fork)
W następstwie obaw związanych ze sposobem przetwarzania opinii i poprawek ze społeczności Redmine grupa programistów Redmine utworzyła fork projektu w lutym 2011 roku. Fork początkowo nosiło nazwę Bluemine, ale został zmieniony na ChiliProject. Po tym jak lider forku przeniósł się z ChiliProject w 2012 r., rozwój utknął i projekt został oficjalnie zaniechany w lutym 2015 r.
Kolejny fork ChiliProject o nazwie OpenProject jest aktywnie rozwijany.

## Źródła
- Lesyuk, Andriy (2013). Mastering Redmine. Packt Publishing. ISBN 978-1-849519-14-4.
- Bevilacqua, Alex (2014). Redmine Plugin Extension and Development. Packt Publishing. ISBN 978-1-783288-74-8.